# Södrasjön, Värmland
Södrasjön är en sjö i Arvika kommun i Värmland och ingår i Göta älvs huvudavrinningsområde. Sjön är 18,5 meter djup, har en yta på 1,11 kvadratkilometer och befinner sig 162,3 meter över havet.

## Delavrinningsområde
Södrasjön ingår i det delavrinningsområde (659118-132230) som SMHI kallar för Utloppet av Södrasjön. Medelhöjden är 200 meter över havet och ytan är 8,42 kvadratkilometer. Det finns inga avrinningsområden uppströms utan avrinningsområdet är högsta punkten. Vattendraget som avvattnar avrinningsområdet har biflödesordning 3, vilket innebär att vattnet flödar genom totalt 3 vattendrag innan det når havet efter 248 kilometer. Avrinningsområdet består mestadels av skog (79 procent). Avrinningsområdet har 1,26 kvadratkilometer vattenytor vilket ger det en sjöprocent på 15 procent.